# Zespół oczno-twarzowo-sercowo-zębowy
Zespół oczno-twarzowo-sercowo-zębowy (mikroftalmia zespołowa, ang. oculofaciocardiodental syndrome, OFCD syndrome) – zespół wad wrodzonych, na którego fenotyp składają się nieprawidłowości oczne (małoocze, zaćma wrodzona), cechy dysmorficzne twarzy (długa rynienka podnosowa, szeroka nasada nosa), wrodzone wady serca (ubytek przegrody międzykomorowej), nieprawidłowości uzębienia (opóźnione wyrzynanie się zębów, długie i silne korzenie zębów) i wady kończyn (kamptodaktylia, syndaktylia).
Zespół spowodowany jest mutacjami w genie BCOR w locus Xp11.4.